# Уинслоу, Чарльз Линдхёрст
Чарльз Линдхёрст Уинслоу (англ. Charles Lyndhurst Winslow; 1 августа 1888 — 15 сентября 1963) — южноафриканский теннисист, олимпийский чемпион.
Чарльз Уинслоу выиграл две золотые медали на Олимпиаде-1912 в Стокгольме, и одну бронзовую — на Олимпиаде-1920 в Антверпене.